# پادشاه جینپیونگ
پادشاه جینپییونگ (۵۷۹ میلادی تا ۶۳۲ میلادی) بیست و ششمین فرمانروای شیلا یکی از سه امپراتوری کره بود او در سال ۵۷۹ میلادی توسط ملکه سادو نگهدارنده مهر سلطنتی به حکومت رسید. پس از فرمانروا جین هیونگ، شاه جینجی بر تخت نشست اما کارهای شاه جینجی مورد قبول وزیران و اشراف نبود، سر انجام درباریان با کمک بانو میشیل شاه جینجی را برکنار کرده و شاهزاده جوان باکجونگ (جینپیونگ) را به سلطنت رساندند. در دوران حکومت او روابط بین سه امپراتوری بد شد و شیلا با نیروهای تانگ مذاکراتی دوستانه انجام داد که این مذاکرات خشم گوگوریو و باکجه را برانگیخت زیرا آنها دشمنی زیادی با تانگ داشتند. در دوران او دربار ضعیف و اشراف قدرتمند شدند. او به دلیل نداشتن فرزند پسر، دختر خود شاهزاده خانم دوکمن(معروف به ملکه سوندوک بیست و هفتمین پادشاه شیلا) را ولیعهد خود کرد. شاه جینپییونگ فرستادگانی را برای بهبود روابط و تقویت روابط بین شیلا و سلسله‌های سوئی و تانگ فرستاد. وی همچنین به دلیل ترویج بودیسم به عنوان راهنمای معنوی برای امپراتوری و تشویق آموزه‌های بودایی شناخته شده‌است.
سامگوک ساگی پادشاه جینپیونگ را این‌طور توصیف می‌کند: جثه ای بزرگ، چهره ای برجسته و دارای عزم و اراده عالی و هوش تیز در جوانی.
از آنجایی که امپراتور جین پیونگ تنها ۱۳ سال داشت که به سلطنت رسید، ملکه سادو تا زمانی که به سن قانونی رسید به عنوان نایب السلطنه خدمت کرد.
با این حال ملکه سادو همچنان از دادن کنترل کامل شیلا به او حتی پس از رسیدن به سن قانونی خود داری کرد.
دستاورد پادشاه جین پیونگ روشی بود که او پادشاهی را تقویت کرد و سیستم سیاسی را بهبود بخشید.
او خود همسرش و خواهران و برادران کوچکترش را افراد مرتبط با بودا نامید که در نهایت باعث شد تمام خانواده سلطنتی به عنوان یک خانواده ویژه برای تاج و تخت دیده شوند که در مقایسه با بقیه اشراف سلطنتی کاملاً متفاوت است.
شاه همچنین ادارات مختلفی را برای اهداف مختلف ایجاد کرد مانند: وزارت فرهنگ و گردشگری و وزارت آموزش و پرورش.
در زمان سلطنت جین پیونگ بودیسم پذیرفته شد زیرا فرمانروا به‌طور فعال نمایندگان و راهبان را برای مطالعه و کمک در روابط دیپلماتیک به چین فرستاد.
بودیسم در شیلا به عنوان یک دین قوی و محافظ از ملت توسعه یافت.
در سال ۵۹۴ میلادی پادشاه جین پیونگ یک دیپلمات را به خاندان سوئی فرستاد تا روابط دیپلماتیک بین کشورهایشان برقرار کنند. دو سال بعد راهب دامیوک را به سوئی فرستاد تا بودیسم چینی را مطالعه کند.
- در سال ۶۰۲، قلعه آماک توسط نیروهای باکجه به رهبری ژنرال هاه سو مورد تهاجم قرار گرفت. در نتیجه، پادشاه جین پیونگ هزاران سرباز را برای مقابله با آنها فرستاد و قلعه‌هایی در چئونسان، سوتا و وای سوک ساخت. با این حال، پادشاه مو از باکجه با فرستادن ۴۰۰۰۰ سرباز برای حمله به قلعه‌های مذکور، به مقابله پرداخت. شیلا ژنرال گانپوم و مو یون را برای مقابله با آنها فرستاد. در طول نبرد، مو یون در کمین هه سو افتاد و تقریباً کشته شد، اما توسط پسرش گویسان و چو هانگ نجات یافت، اما هر دو در نبرد کشته شدند. شجاعتی که در مرگ نشان دادند روحیه ارتش سیلا را بالا برد، در نتیجه نیروهای باکجه چاره ای جز عقب‌نشینی نداشتند.
- سال ۶۰۳، پادشاه یئونگ یانگ از گوگوریو ژنرال خود، گو سونگ را برای حمله به سمت شمال قلعه هان فرستاد. و بنابراین، پادشاه جین پیونگ با رهبری ارتش خود با ۱۰۰۰۰ سرباز تلافی کرد و موفق شد.

سال ۶۰۵، سیلا به بکجه حمله کرد. با این حال، گوگوریو در نتیجه به آنها حمله کرد و یئونگ‌یانگ چندین هزار نفر را کشت و اسیر کرد.
- در سال ۶۰۸، پادشاه جین پیونگ به راهب وون گوانگ دستور داد تا نامه ای به خاندان سوئی بنویسد و از آنها برای حمله به گوگوریو کمک بخواهد، زیرا می‌دانست که امپراتور سوئی از امتناع گوگوریو از پرداخت خراج خوشحال نیست. وقتی پادشاه یئونگ یانگ این موضوع را شنید، به شیلا حمله کرد و قلعه وو میونگ را تصرف کرد و ۸۰۰۰ نفر از مردم شیلا را اسیر کرد.
- سال ۶۱۱، پادشاه جین پیونگ دوباره از سویی خواست تا دوباره به گوگوریو حمله کند. ژوئیه همان سال قلعه کاجم توسط بکجه مورد هجوم قرار گرفت. سال بعد، امپراتور یانگ سوئی تصمیم گرفت با بیش از ۱ میلیون سرباز به گوگوریو حمله کند. با این حال، سویی شکست خورد و تنها چند ماه پس از حمله عقب‌نشینی کرد.
- سال ۶۱۶، بکجه به قلعه موسان حمله کرد اما بلافاصله عقب‌نشینی کرد.
- حدود سال‌های ۶۱۸ بود که سلسله سوئی سقوط کرد و سلسله تانگ جانشین آن شد. در همان سال، پادشاه جین پیونگ به بیون پوم دستور داد که قلعه کاجم را از باکجه پس بگیرد اما موفق به انجام این کار نشد.
- سال ۶۲۴، بکجه ۶ قلعه شیلا را احاطه کرد. ژنرال نول چوی شجاعانه جنگید اما تنها توانست ۳ قلعه را پس بگیرد.
- سال ۶۲۵، پادشاه جیپیونگ یک پیام آور به تانگ فرستاد و به آنها گفت که گوگوریو مسیر شیلا را از ادای خراج به تانگ مسدود می‌کند. امپراتور تایزونگ از تانگ، از گوگوریو خواست که حمله به شیلا را متوقف کند، که پادشاه گوگوریو به آن توجه کرد.
- سال ۶۲۷، ژنرال سا گیول از باکجه، ۲ قلعه را از قسمت غربی شیلا گرفت و اقامتگاه آن را تصرف کرد.
- شیلا در سال ۶۲۸ موفق شد قلعه کجم را پس بگیرد.
- سال ۶۲۹، کیم یونگ سو و کیم سو هیون، قلعه نانگبی گوگوریو را فتح کردند.
- در سال ۶۳۱، چیلسوک و سئوک پوم شورشی را برنامه‌ریزی کردند، اما نقشه آنها زود کشف شد و در نتیجه، چیلسوک به همراه تمام خانواده اش در بازار سر بریده شدند. سئوک پوم توانست فرار کند و تا مرز باکجه بدود، اما فکر همسرش باعث شد که پس از تعویض لباس با هیزم شکن برگردد، سپس توسط سربازانی که در خانه اش منتظر او بودند دستگیر شد و بعداً اعدام شد. در همان سال، پادشاه جین پیونگ دو زن زیبا را از شیلا نزد امپراتور تانگ فرستاد، اما آنها به شیلا بازگردانده شدند.

## فوت
در سال ۶۳۲، پادشاه جین پیونگ پس از ۵۳ سال سلطنت در سن ۶۶ سالگی درگذشت. جانشین او دخترش کیم دوکمان شد که بعدها ملکه سئوندئوک اولین حاکم زن در کره شد.

## افسانه
داستانی در مورد کمربند یشم پادشاه جین پیونگ در تاریخ سامگوک یوسا وجود دارد که در آن گفته می‌شود این کمربند توسط آسمان‌ها داده شده‌است. در سال ۵۷۹، هنگامی که پادشاه جین پیونگ به سلطنت رسید، فرشتگان در باغ‌های کاخ فرود آمدند و هدیه ای از امپراتور یشم به پادشاه جین پیونگ دادند. پادشاه جین پیونگ همیشه این کمربند را در مراسم به افتخار بهشت می‌بست. همراه با بتکده ۹ طبقه و مجسمه بودا در معبد هوانگنیونگسا، کمربند یشم یکی از سه گنجینه اصلی سیلا محسوب می‌شود. پس از سقوط شیلا پادشاه گیونگسان (آخرین پادشاه شیلا) کمربند را به تائجو از گوریو داد.